# Anthony LaPaglia
Anthony M. LaPaglia (ur. 31 stycznia 1959 w Adelaide) – australijski aktor; występował w roli agenta FBI Jacka Malone'a w amerykańskim serialu Bez śladu.

## Życiorys

### Wczesne lata
Przyszedł na świat w Adelaide w Australii Południowej jako najstarszy z trzech synów Marii Johannes (z domu Brendel), Holenderki sekretarki, i Gedio "Eddiego" LaPaglii, pół Włocha, pół Australijczyka hurtownika samochodów. Do dwudziestego piątego roku życia dorastał w Adelajdzie wraz z dwójką młodszych braci – Jonathanem (ur. 31 sierpnia 1969), który został także zawodowym aktorem, i Michaelem. Ukończył prywatną uczelnię rzymskokatolicką Rostrevor College w Woodford. W latach 80. był bramkarzem w piłkarskich krajowych  pierwszoligowych drużynach miasta Adelajdy i zachodniej Adelajdy. Brał też udział w piłkarskich rozgrywkach ligowych A-League w klubie piłkarskim Sydney.
W 1982 przeprowadził się do Stanów Zjednoczonych]. Pracował jako nauczyciel w szkole podstawowej, konserwator, hydraulik, instalator systemów nawadniających, masażysta, budowlaniec, sprzedawca butów i kelner.

### Kariera
W 1985 zadebiutował na małym ekranie niewielką rolą drugiego mechanika w jednym z odcinków serialu Stevena Spielberga NBC Niesamowite historie (Amazing Stories) u boku Kevina Costnera i Kiefera Sutherlanda. Zagrał gościnnie w serialach: CBS Magnum (Magnum, P.I., 1986) z Tomem Selleckiem, CBS Trapper John, M.D. (1986) i NBC Łowca (Hunter, 1987).
Po raz pierwszy wystąpił na dużym ekranie w dreszczowcu Zimna stal (Cold Steel, 1987) z Sharon Stone. Zwrócił na siebie uwagę rolą Henry’ego w dramacie Jamesa Ivory’ego Niewolnicy Nowego Jorku (Slaves of New York, 1989) u boku Bernadette Peters, Chrisa Sarandona i Steve’a Buscemiego oraz jako bratanek szefa mafii w komedii romantycznej Alana Aldy Wesele Betsy (Betsy's Wedding, 1990).
W 1993 wystąpił na scenie off-Broadwayu w przedstawieniu Na otwartej drodze (On the Open Road). Wcielił się w mafijnego zabójcę Barry’ego 'The Blade'a Muldano w dreszczowcu Joela Schumachera Klient (The Client, 1994) z Susan Sarandon i Tommym Lee Jonesem. W 1995 zadebiutował rolą Alvaro Mangiacavalla na broadwayowskiej scenie w spektaklu Tennessee Williamsa Tatuowana róża (The Rose Tattoo), a w 1998 za kreację Eddiego w broadwayowskiej sztuce Arthura Millera Widok z mostu (A View from the Bridge, od 14 grudnia 1997 do 30 sierpnia 1998) odebrał nagrodę Tony i Drama Desk Award.
Dołączył do obsady komediodramatu muzycznego Woody’ego Allena Słodki drań (Sweet and Lowdown, 1999). Zagrał postać Simona Moona, brata Daphne Moon (Jane Leeves) w sitcomie NBC Frasier (2000–2004), za którą w 2002 otrzymał nagrodę Emmy. Sympatię telewidzów zyskał rolą agenta FBI Jacka Malone'a w serialu CBS Bez śladu (Without a Trace, 2002–2007), za którą w 2004 zdobył nagrodę Złotego Globu. Pojawił się gościnnie w jednym z odcinków serialu CBS CSI: Kryminalne zagadki Las Vegas (CSI: Crime Scene Investigation, 2007) jako tenże Jack Malone.
Jest współwłaścicielem pierwszoligowego klubu Sydney FC.

## Filmografia

### Filmy fabularne
- 1991: Dwudziesta dziewiąta ulica (29th Street) jako Frank Pesce Jr.
- 1991: Jego zdaniem, jej zdaniem (He Said, She Said) jako Mark
- 1994: Klient (The Client) jako Barry „The Blade” Muldanno
- 1997: Wbrew przykazaniom (Commandments) jako Harry Luce
- 1998: Phoenix jako Mike Henshaw
- 1999: Słodki drań (Sweet and Lowdown) jako Al Torrio
- 2000: Miłość w Nowym Jorku (Autumn in New York) jako John
- 2002: Jezioro Salton (The Salton Sea) jako Al Garcetti
- 2002: Droga do zatracenia (Road to Perdition) jako Al Capone (sceny usunięte, dostępne na DVD)
- 2002: Randka z Lucy (I'm with Lucy) jako Bobby Staley
- 2006: Happy Feet: Tupot małych stóp (Happy Feet) jako Boss Skua (głos)

### Seriale TV
- 1985: Amazing Stories jako mechanik #2
- 1986: Strefa mroku (The Twilight Zone) jako punk #1
- 1986: Magnum (Magnum, P.I.) jako Albert Stanley Higgins
- 1990: Sprawiedliwi (Equal Justice) jako George Griffin
- 1991: Opowieści z krypty (Tales from the Crypt) jako Abel
- 2000–2004: Frasier jako Simon Moon
- 2002–2009: Bez śladu (Without a Trace) jako agent specjalny John Michael „Jack” Malone
- 2007: CSI: Kryminalne zagadki Las Vegas (CSI: Crime Scene Investigation) jako Jack Malone